# Список прем'єр-міністрів Нідерландів
Цей список містить усіх прем'єр-міністрів Нідерландів з 1848 року.

## Прем'єр-міністри Нідерландів з 1848 року
- Герріт Схіммелпеннінк: 1848
- Якоб де Кемпенаер: 1848—1849
- Йоган Торбеке: 1849—1853
- Флоріс ван Халл: 1853—1856
- Юстінус ван дер Брюгген: 1856—1858
- Ян Якоб Рохуссен: 1858—1860
- Флоріс ван Халл: 1860—1861
- Якоб ван Зейлен ван Неєлвелт: 1861
- Схелто ван Хеемстра: 1861—1862
- Йоган Торбеке: 1862—1866
- Ісаак Франсен ван де Пютте: 1866
- Юліус ван Зейлен ван Неєлвелт: 1866—1868
- Пітер ван Боссе: 1868—1871
- Йоган Торбеке: 1871—1872
- Герріт де Фріс: 1872—1874
- Ян Хемскерк: 1874—1877
- Ян Каппейне ван де Копелло: 1877—1879
- Тео ван Лейнден ван Сандерберг: 1879—1883
- Ян Хемскерк: 1883—1888
- Енеас Макай: 1888—1891
- Гейсберт ван Тінховен: 1891—1894
- Яан Роель: 1894—1897
- Ніколас Пірсон: 1897—1901
- Абрагам Кьойпер: 1901—1905
- Тео де Местер: 1905—1908
- Тео Хемскерк: 1908—1913
- Пітер Корт ван дер Лінден: 1913—1918
- Ройс де Беренбрук: 1918—1925
- Хендрікус Колійн: 1925—1926
- Дірк де Гер: 1926—1929
- Ройс де Беренбрук: 1929—1933
- Хендрік  Колейн: 1933—1939
- Дірк де Гер: 1939—1940
- Пітер Гербранде: 1940—1945
- Вім Схармерхорт: 1945—1946
- Луїс Бел: 1946—1948
- Віллем Дрес: 1948—1958
- Луїс Бел: 1958—1959
- Ян де Квай: 1959—1965
- Віктор Марійнен: 1963—1965
- Йо Калс: 1965—1966
- Єлле Зейлстра: 1966—1967
- Піт де Йонг: 1967—1971
- Баренд Бісхьовел: 1971—1973
- Йооп ден Ойл: 1973—1977
- Дріс ван Агт: 1977—1982
- Рууд Любберс: 1982—1994
- Вім Кок: 1994—2002
- Ян Петер Балкененде: 2002—2010
- Марк Рютте: 2010—2024
- Дік Схоф: з 2024